# Kaplica Dobrego Pasterza w Możdżanach
Kaplica Dobrego Pasterza – rzymskokatolicka kaplica we wsi Możdżany, kaplica filialna parafii Wniebowzięcia Najświętszej Maryi Panny w Kruklankach, należy do dekanatu Giżycko – św. Krzysztofa diecezji ełckiej.

## Położenie
Kaplica stoi w polu, ok. 190 m od najbliższej drogi oraz 450 m od centrum miejscowości. Prowadzi do niej stara, lipowa aleja.

## Przeznaczenie
Kaplicę wybudowano jako miejsce pochówku rodu Kramerów i Bucholzów, którzy zarządzali pobliskim dworkiem i majątkiem. Ich ciała leżą w kryptach pod jej podłogą. W 1970 ówczesny administrator kruklaneckiej parafii, ks. Stanisław Gadomski, przekształcił grobowiec w kaplicę dojazdową, wyświęconą ku czci Chrystusa Dobrego Pasterza. W tym celu konieczne stało się przebicie dwóch okien w ścianach, których wcześniej budynek nie posiadał, a także naprawienie dachu. W późniejszych latach istniała koncepcja rozbudowy kaplicy z powodu dużej ilości wiernych przybywających na mszę, lecz pomysłu nie zrealizowano.

## Architektura

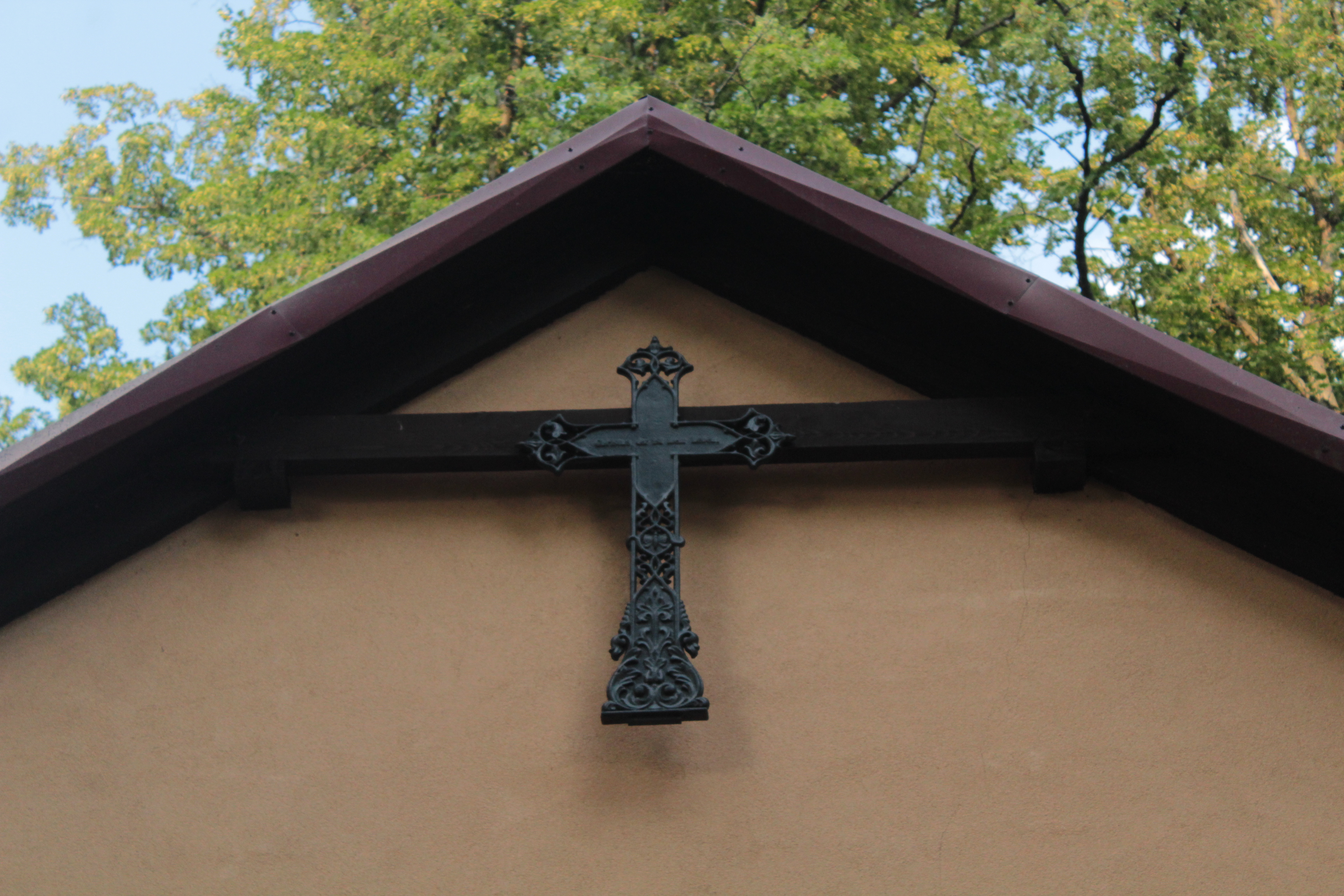
Krzyż nad kruchtą

Główna bryła kaplicy jest zbudowana na planie zbliżonym do kwadratu o długości 5,2 m i szerokości 6,6 m. Wnętrze z wydzielonym prezbiterium, znajdującym się w zamykającej kaplicę od wschodu pięciokątnej apsydzie. Od zachodu stoi kruchta. Dwa okna, po jednym na ścianę północną i południową. Budynek postawiony na kamiennym fundamencie, wystającym nad ziemię na 40 cm. Kaplica jest nakryta dachem dwuspadowym, apsyda pięcio- a kruchta trzyspadowym. Od zewnątrz na przedsionkiem wisi żeliwny krzyż nagrobny, prawdopodobnie z pobliskiego cmentarza. Widnieje na nim napis w języku niemieckim, zaczerpnięty z jednej z popularnych, luterańskich pieśni kościelnych: "Christus, der ist mein Leben.", co zazwyczaj tłumaczy się jako "Chrystus mym jest żywotem".
Pierwotna, przedwojenna posadzka składała się z kwadratowych czarnych i białych kafelków ułożonych naprzemiennie we wzór karo (przekątna kafelka jest prostopadła do ściany). Po remoncie w 2013, zostały one przykryte nowymi płytkami z gresu w kolorze piaskowym. Krypty znajdują się przy rogach wschodniej ściany, po jednej z każdej strony prezbiterium. Marmurowe płyty nagrobne zostały skute w czasie adaptacji kaplicy do celów sakralnych w latach 70. XX wieku. Ich dalszy los nie jest znany, a w ich miejsce wylano beton.
We wrześniu i październiku 2023 przeprowadzono kolejny remont wnętrza. Wylano nową posadzkę w nawie oraz apsydzie, w wyniku czego podłoga w nawie i kruchcie jest na jednym poziomie, a prezbiterium pozostaje o ok. 20 cm wyżej. Do tej pory podłoga w nawie była 20 cm niżej niż w pozostałych częściach kaplicy. Powrócono do pierwotnego stylu kafelków w czarno-białą szachownicę, jednakże w trochę innym układzie. Ściany pomalowano na jasnoszaro, natomiast sklepienia pozostawiono białe.

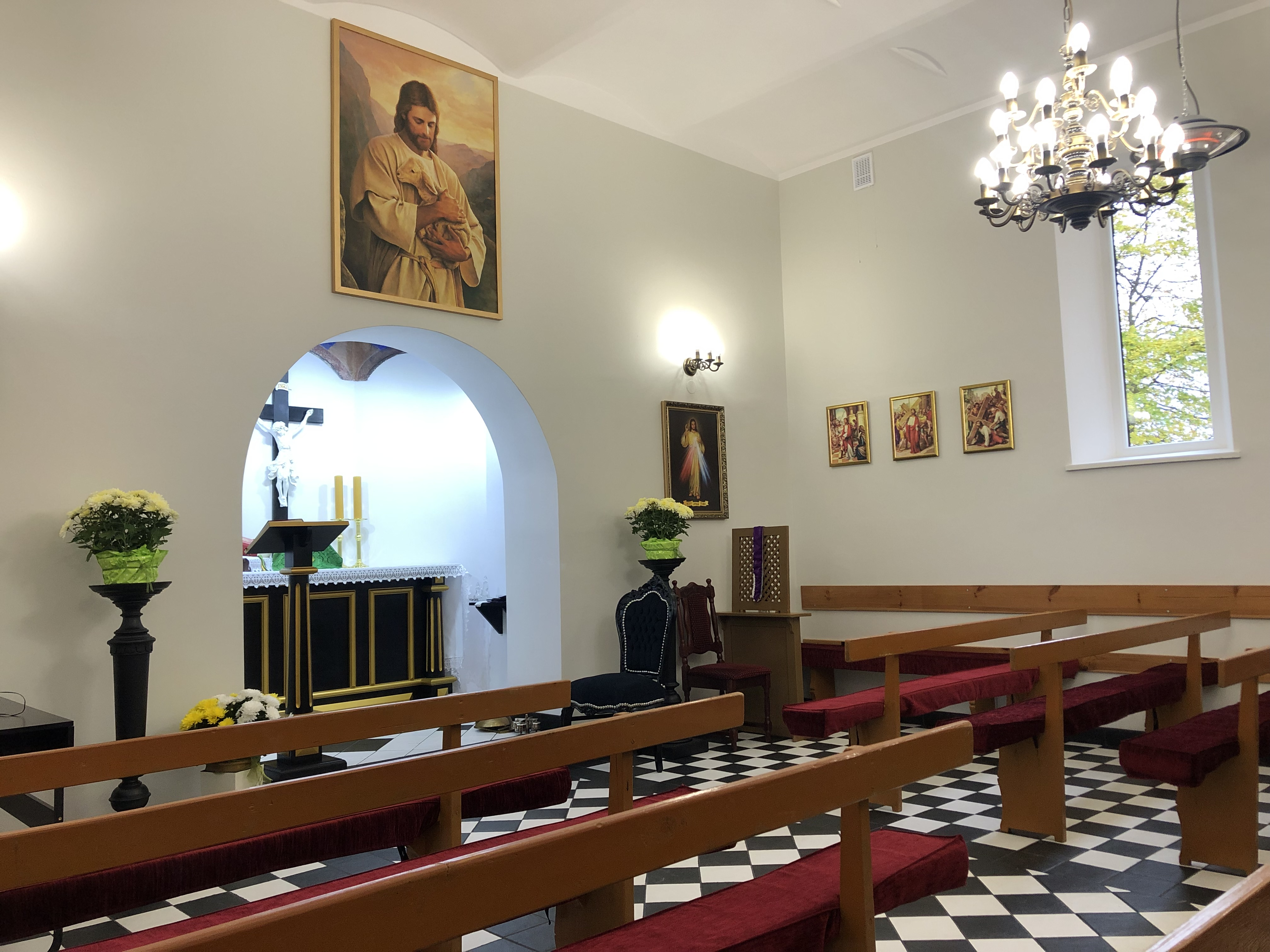
Wnętrze kaplicy (2023)

Ołtarz stoi w apsydzie, dosunięty do ściany. Wisi nad nim czarny krucyfiks z białą pasyjką. W wyniku zastosowanego układu przestrzennego w apsydzie msza święta jest sprawowana twarzą w kierunku ołtarza i krzyża (versus Deum), podobnie jak w mszy sprawowanej w klasycznym rycie rzymskim. Przed ołtarzem stoi małe lektorium służące również jako ambona i miejsce przewodniczenia. W przedsionku znajduje się szafa służąca do przetrzymywania szat i naczyń liturgicznych. Z oryginalnego, przedwojennego wyposażenia kaplicy zachowały się dwa czarne drewniane stojaki na kwiaty, odrestaurowane w 2023. Nad wejściem do prezbiterium, na ścianie nawy, wisi obraz przedstawiający Jezusa Chrystusa Dobrego Pasterza, z prawej strony obraz Jezusa Miłosiernego, a z lewej wizerunek Matki Boskiej Częstochowskiej. Na ścianach wiszą również stacje drogi krzyżowej.

## Wyposażenie
- drewniany ołtarz
- lektorium
- stacje drogi krzyżowej
- konfesjonał polowy
- keyboard

## Galeria

Widok na nawę w kierunku wschodnim, na prezbiterium

Widok na nawę w kierunku zachodnim, na kruchtę

Aleja lipowa prowadząca do kaplicy
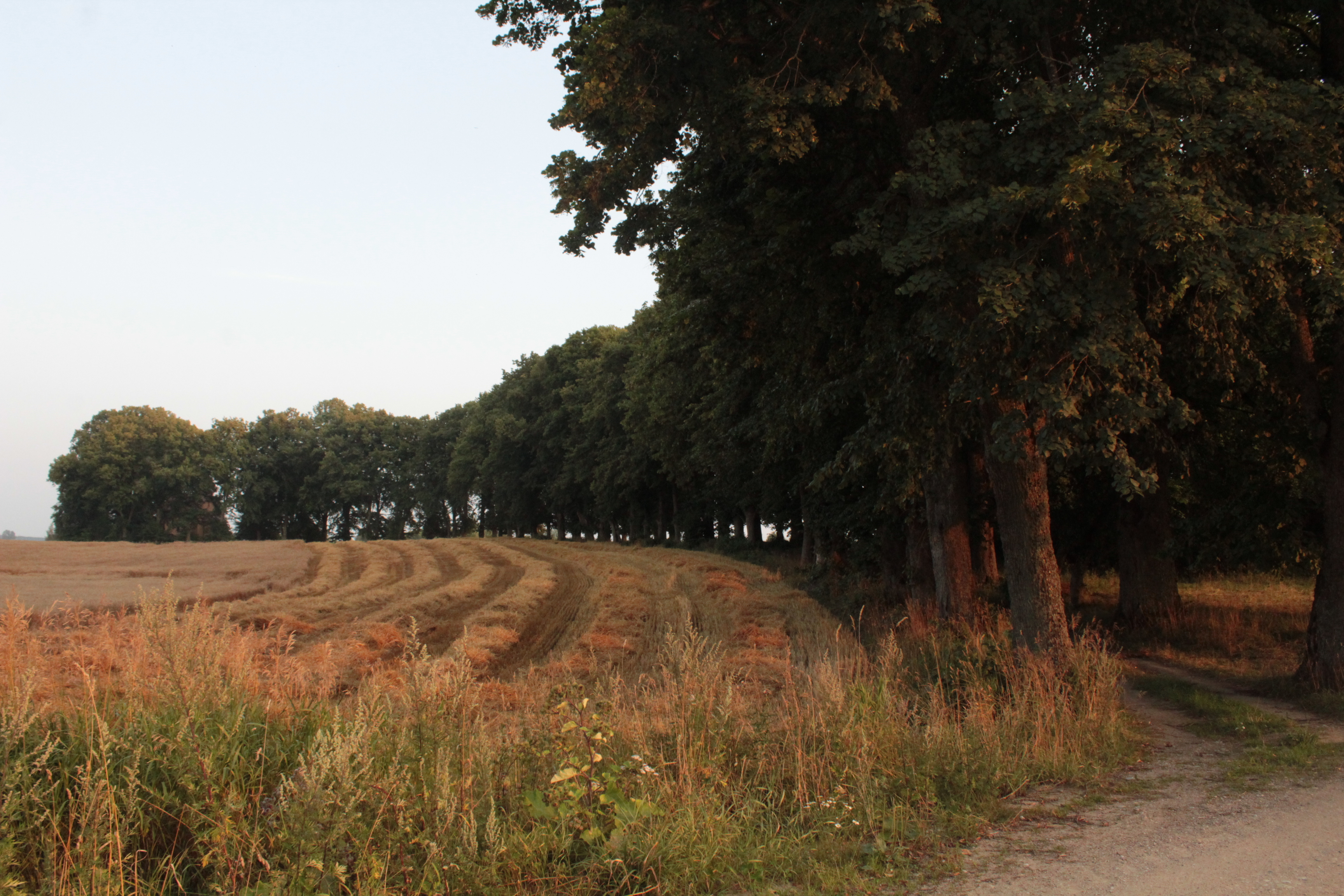
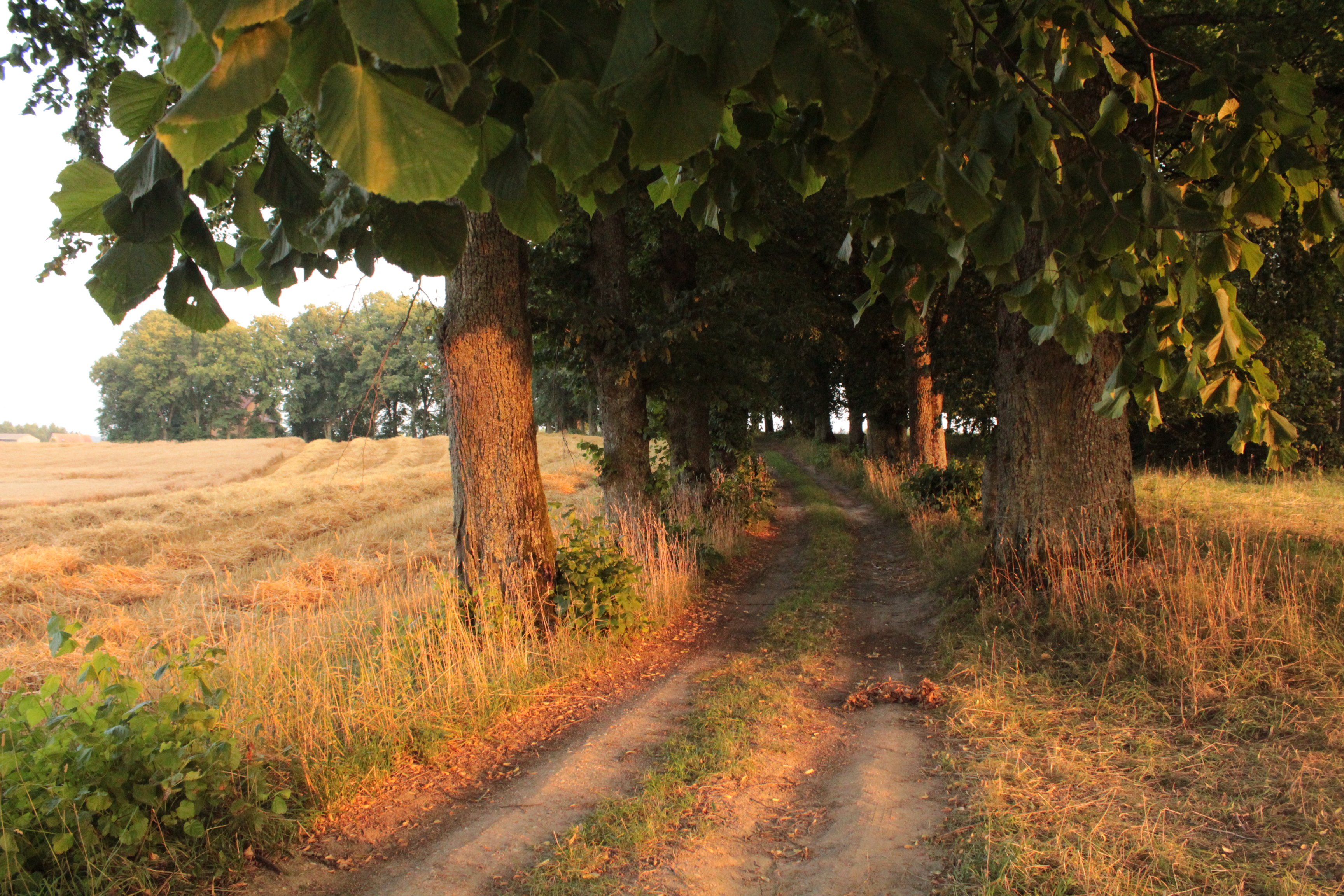

Wnętrze kaplicy po remoncie w 2023
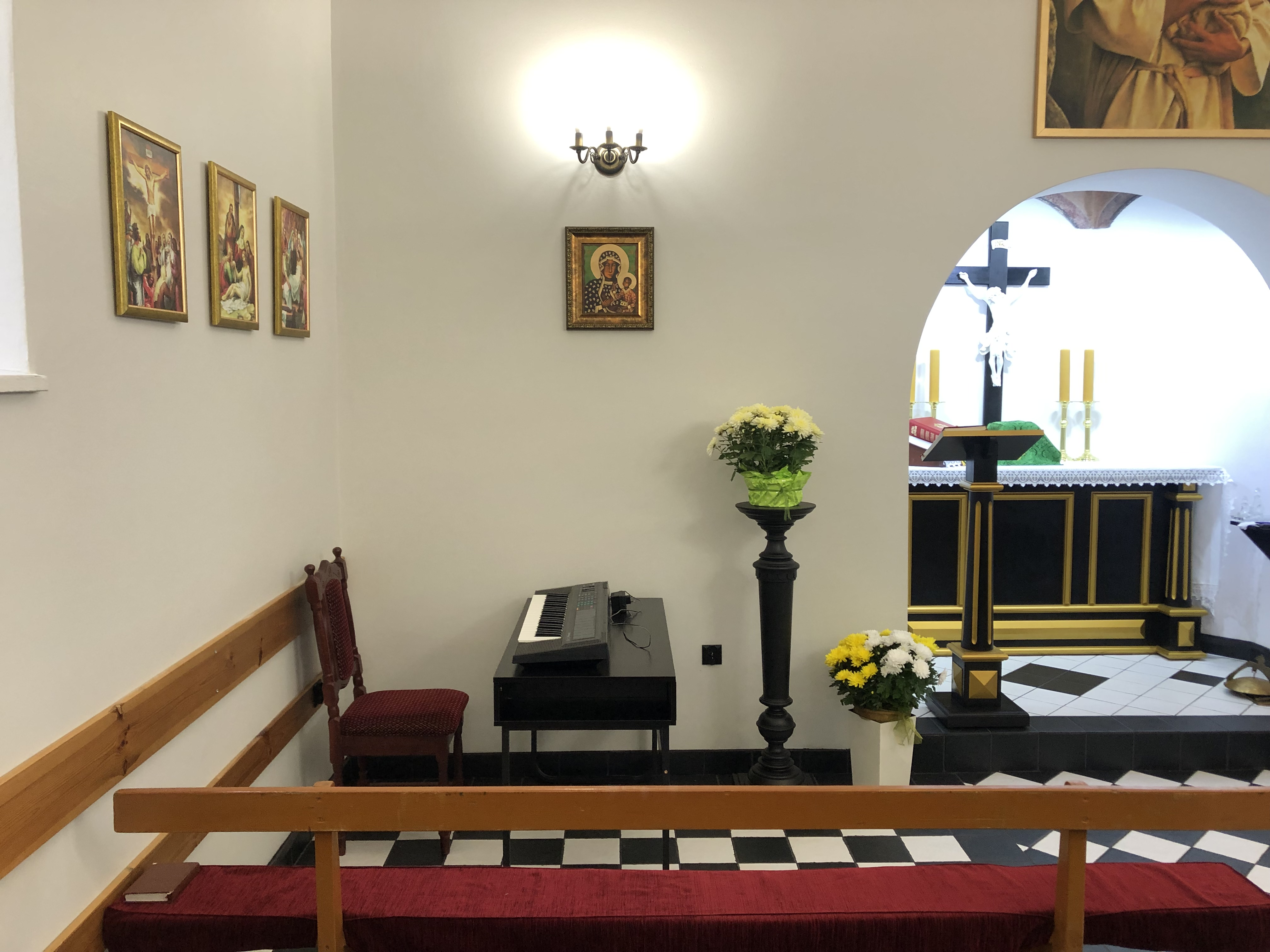
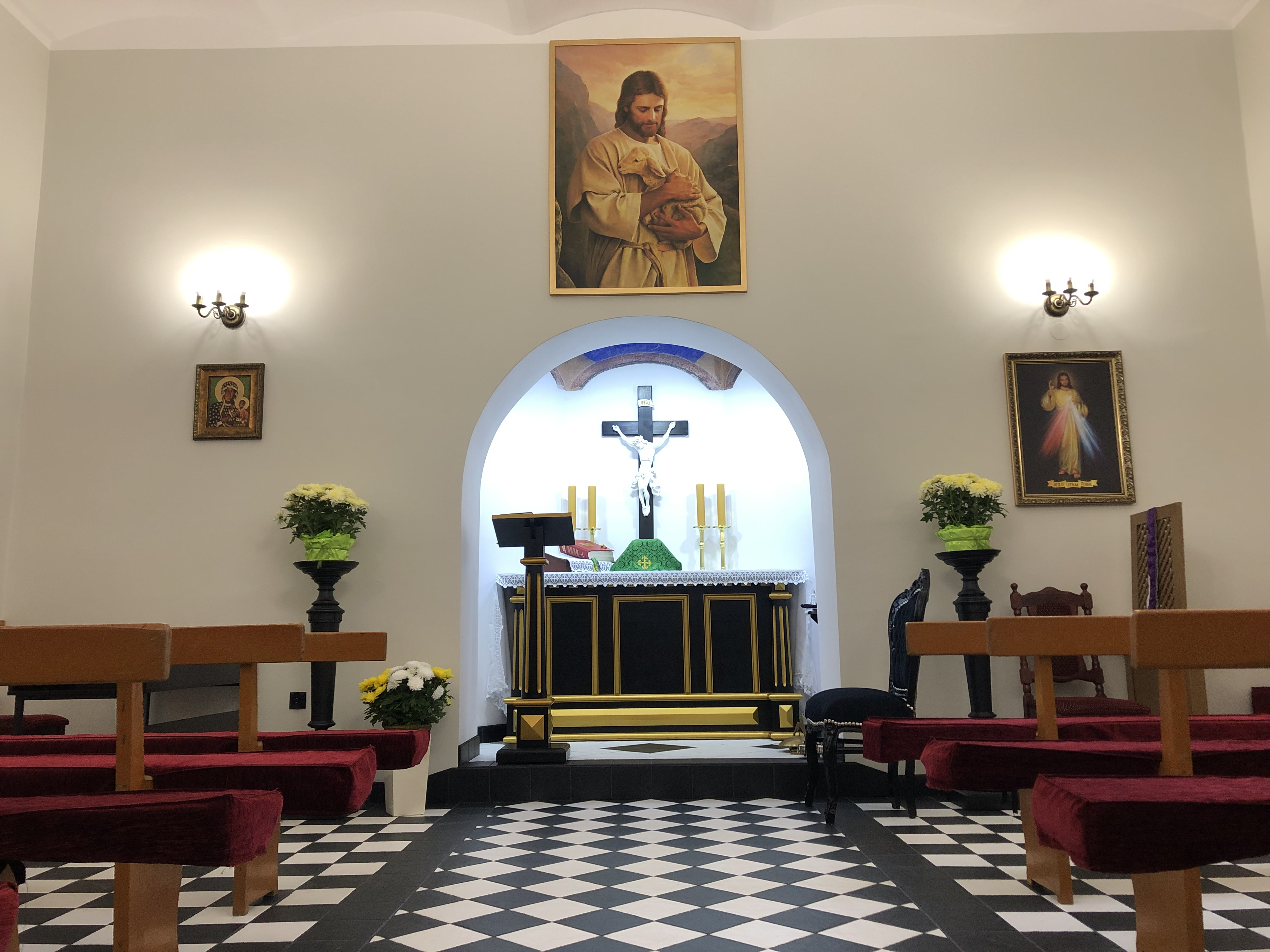
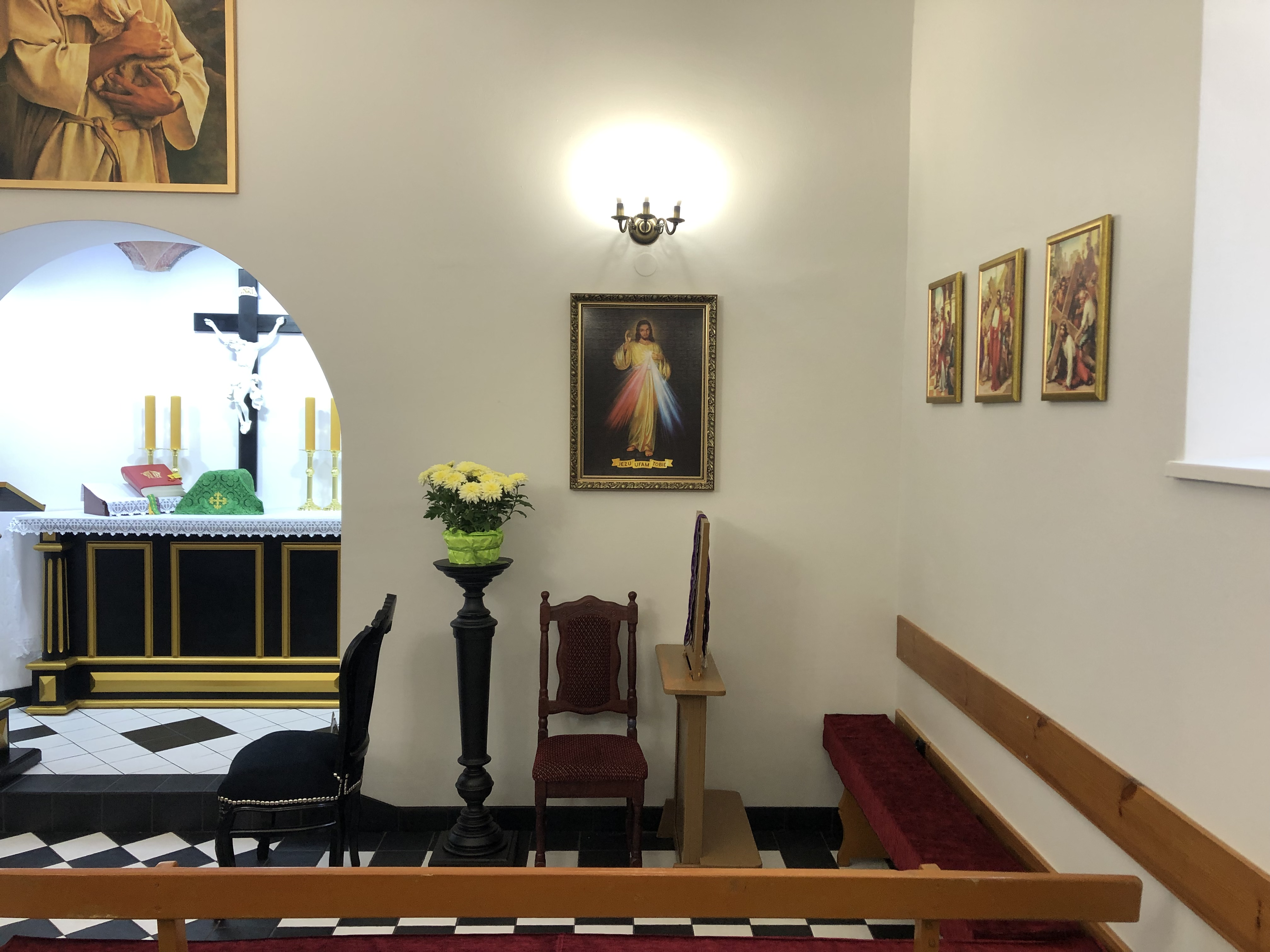

Zmiany w wyglądzie prezbiterium na przestrzeni lat 2021-23
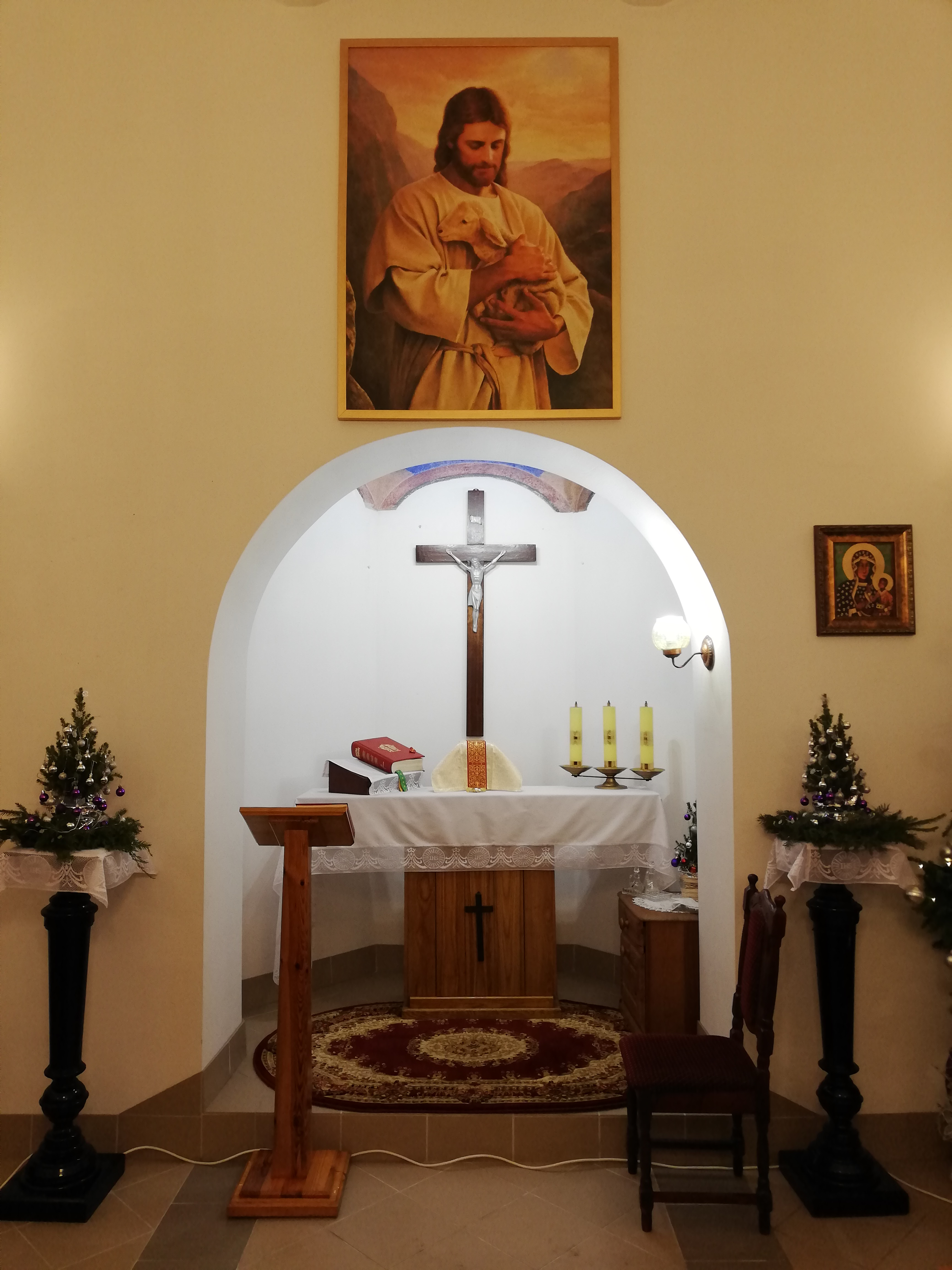
grudzień 2021
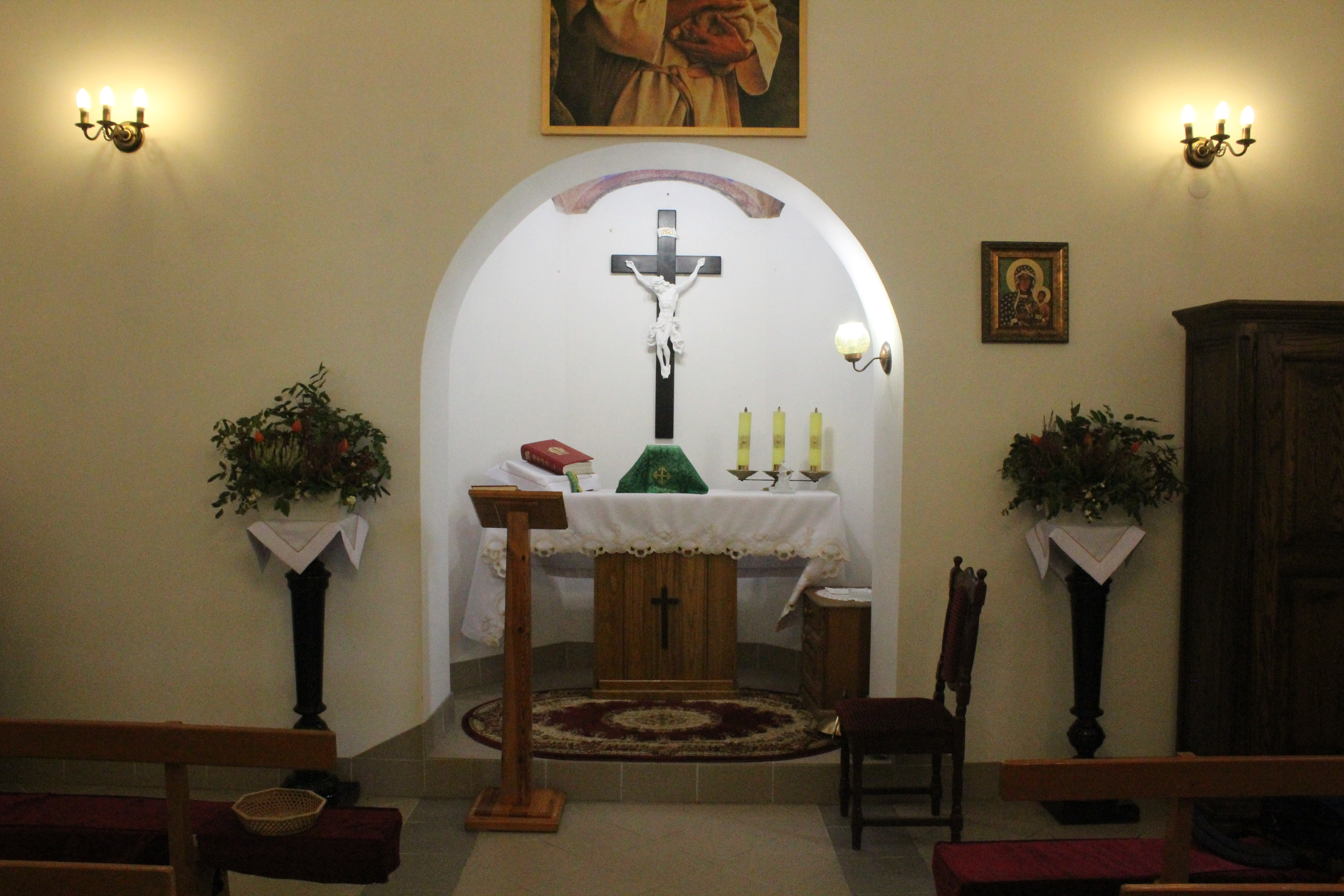
październik 2022
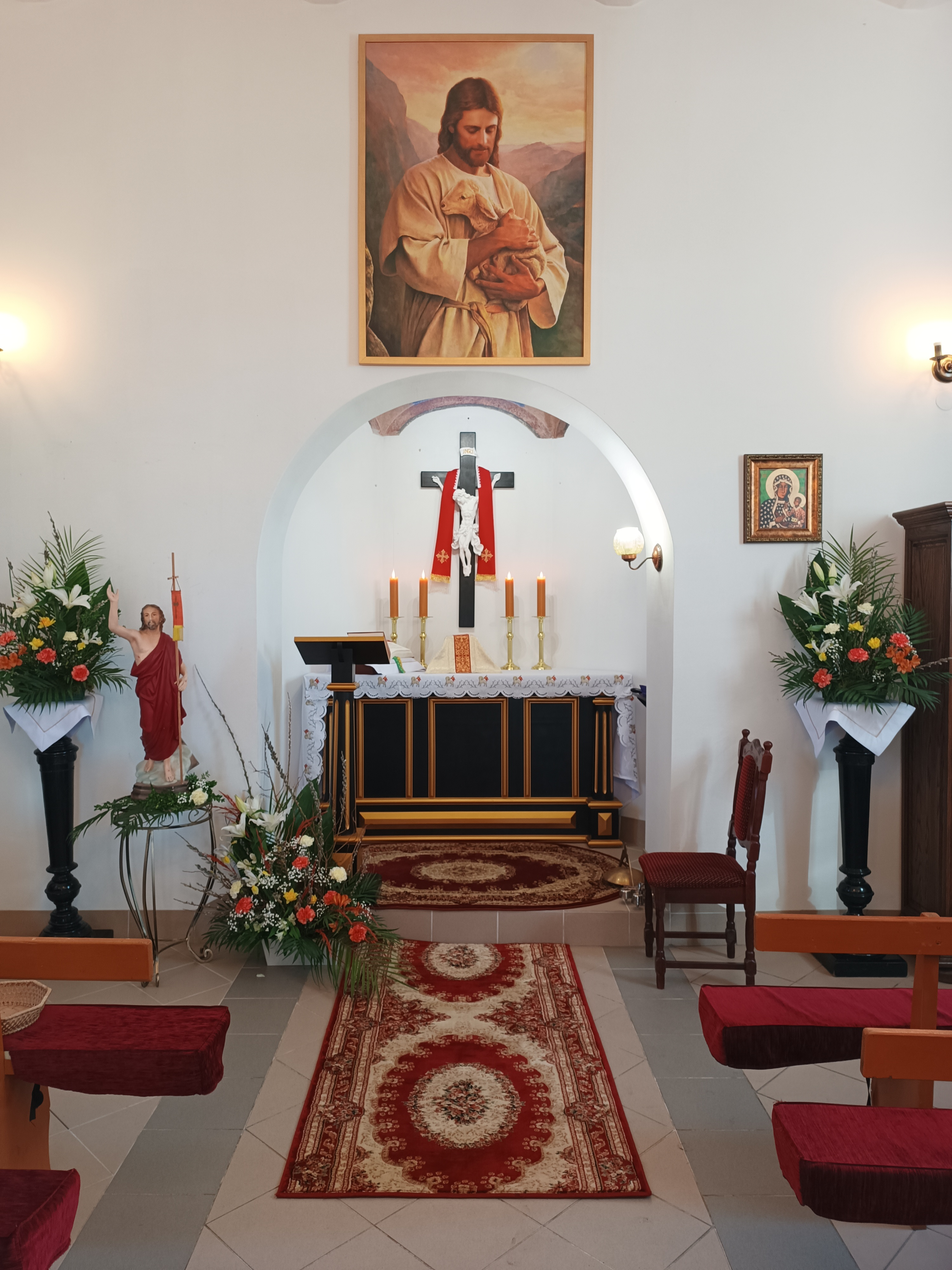
kwiecień 2023
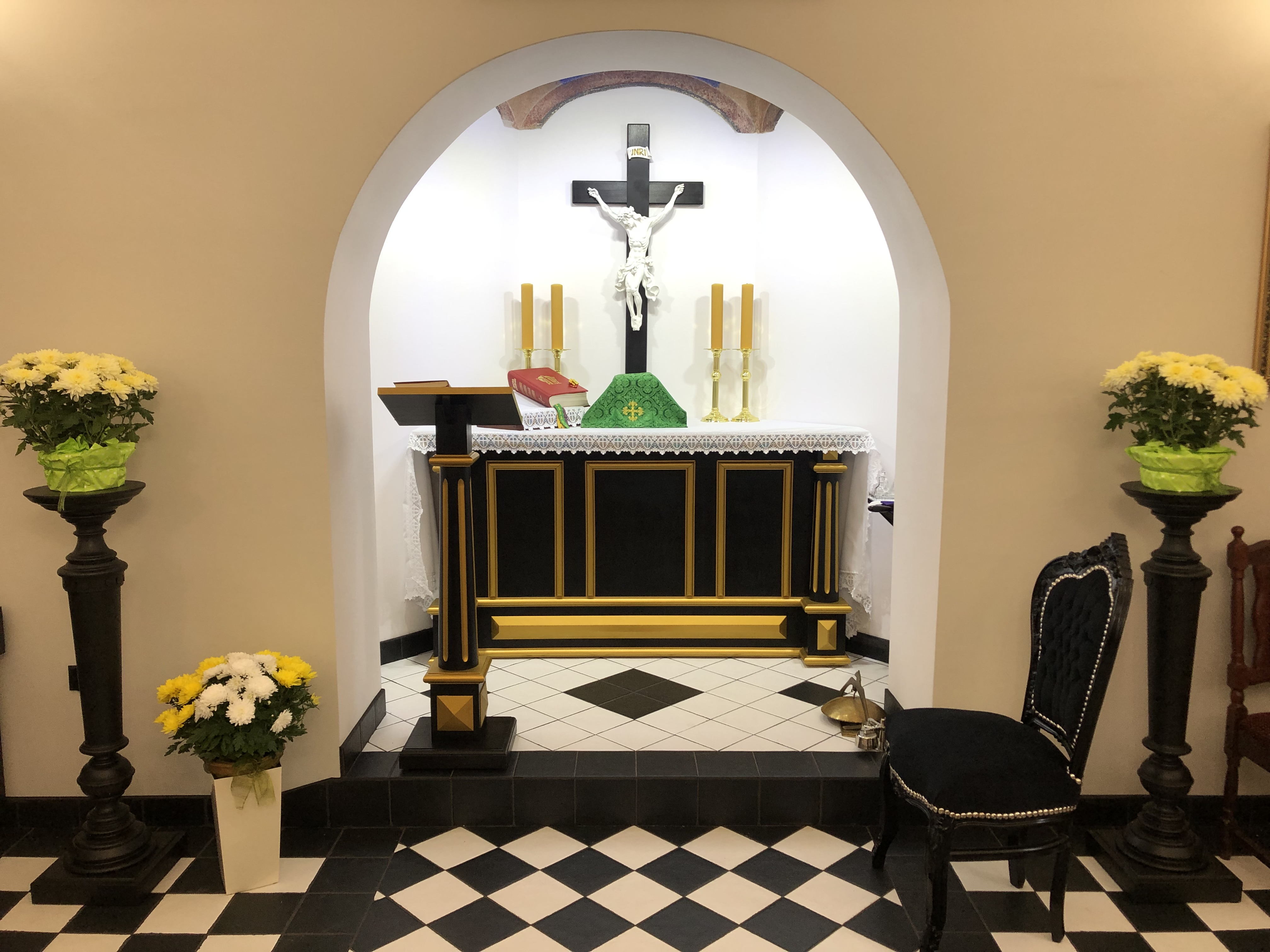
listopad 2023

Oryginalne płytki podłogowe odkryte podczas remontu w październiku 2023
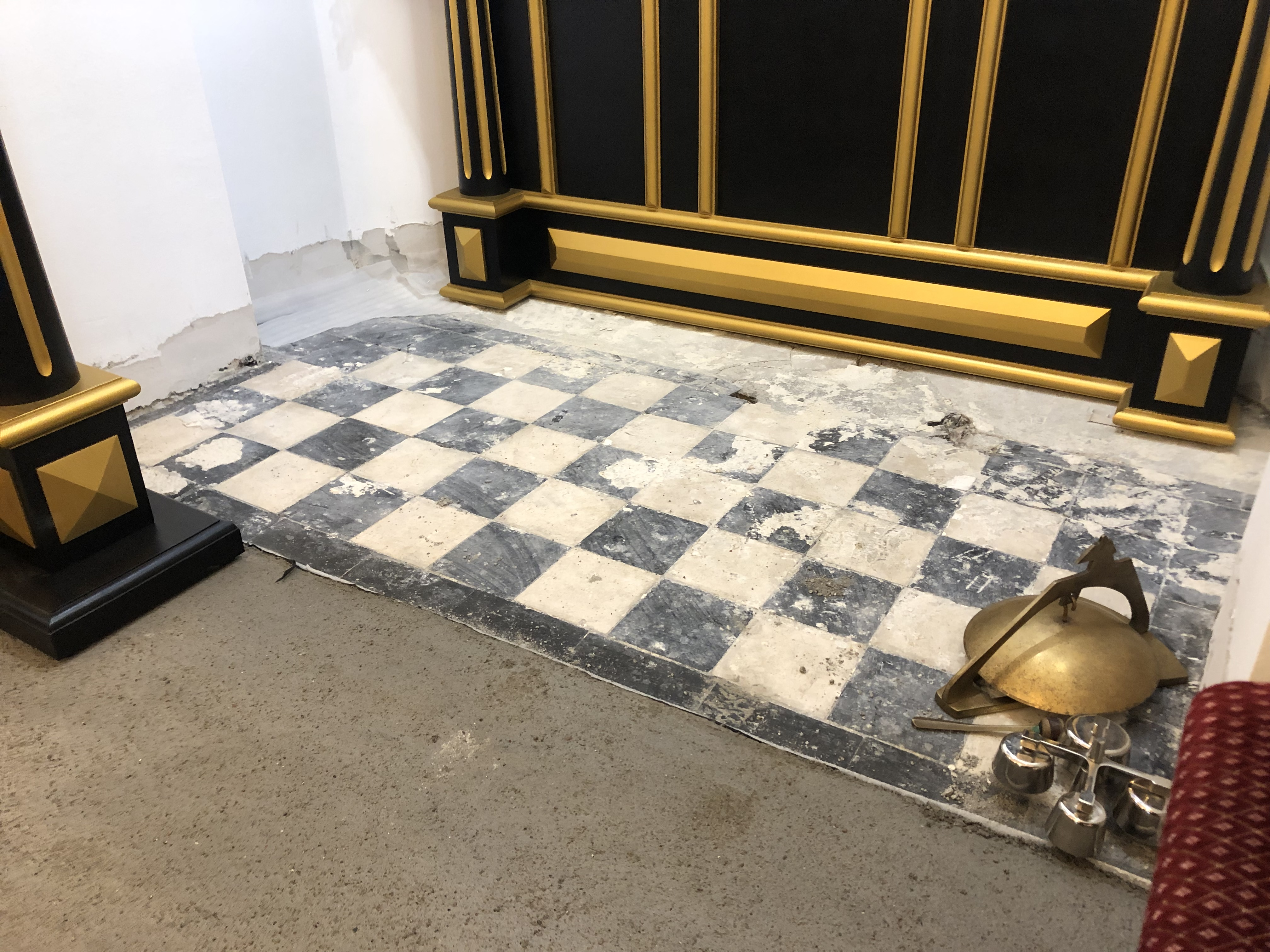
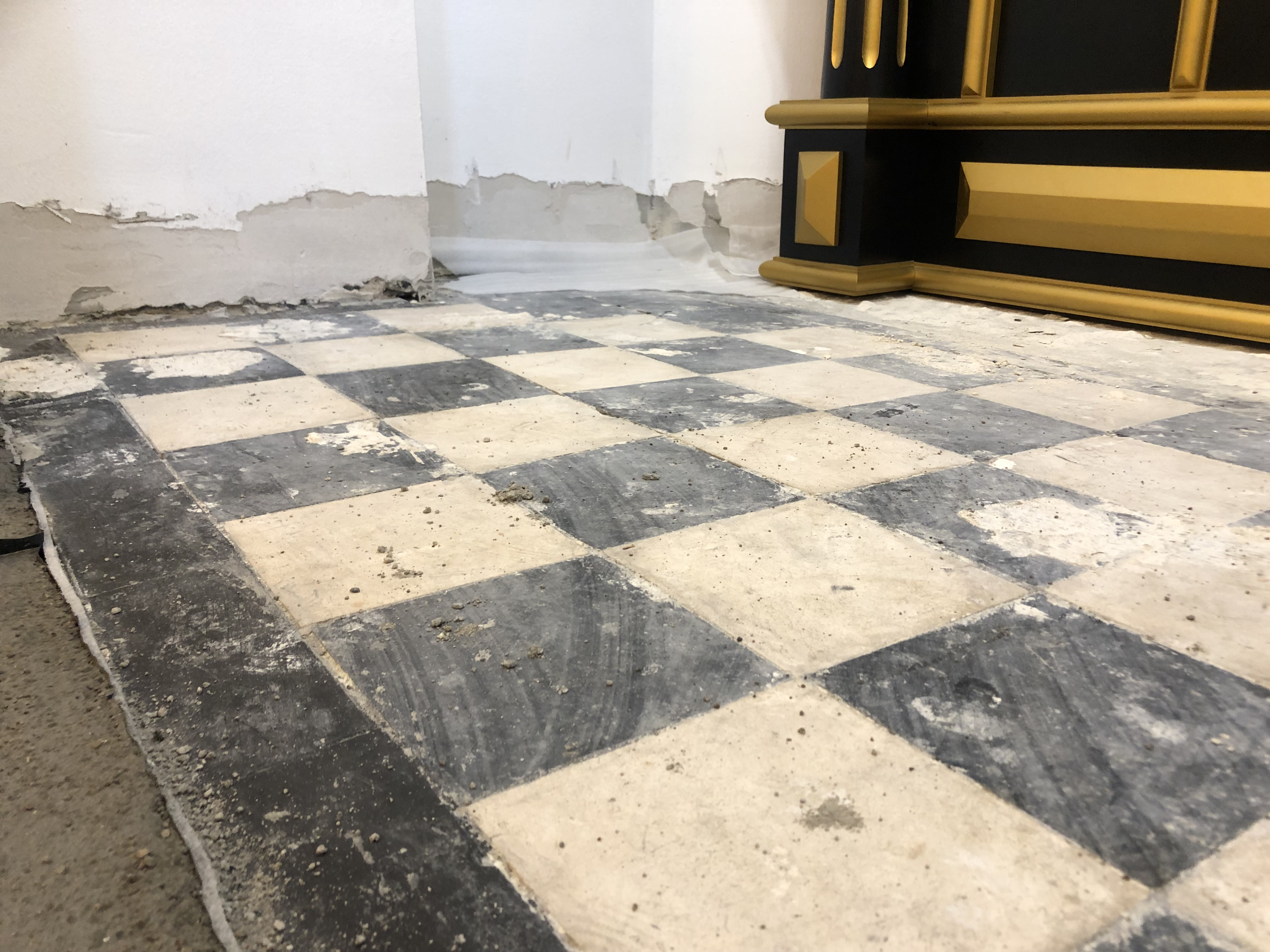